# Aleister Black
 (juin 2021).
Tommy Budgen (né le 19 mai 1985 à Zaanstad) est un catcheur (lutteur professionnel) néerlandais. Il travaille actuellement à la World Wrestling Entertainment, dans la division SmackDown, sous le nom de Aleister Black .
Il est notamment connu pour avoir travaillé à la Westside Xtreme Wrestling, une fédération de catch allemand et sur le circuit indépendant britannique sous le nom de Tommy End.
Il est aussi connu pour avoir travaillé à la All Elite Wrestling, sous le nom de Malakai Black.

## Carrière

### Westside Xtreme Wrestling (2005-2016)
Lors de ICWA Adrenaline 2014, il conserve le titre contre Lucas Di Leo et remporte par la même occasion le ICWA Heavyweight Championship de ce dernier. Le 27 juillet, il perd le titre contre Big Daddy Walter.
Lors de wXw 14th Anniversary Tour: Finale, lui et Michael Dante perdent contre French Flavour (Lucas Di Leo et Peter Fischer) et ne remportent pas les wXw World Tag Team Championship. Le 3 octobre 2015, ils participent au tournoi pour couronner de nouveaux champions du monde par équipes de la wXw et battent les Super Smash Brothers (Evil Uno et Stu Grayson), puis ils perdent contre les reDRagon (Kyle O'Reilly et Bobby Fish) en quart de finale. Le 4 octobre, il perd contre A.J. Styles.

### EVOLVE Wrestling (2015-2016)
Du 22 au 24 janvier 2016, lui et Chris Hero sont entrés dans un tournoi de trois jours pour couronner les tout premiers Evolve Tag Team Champions. Lors d'Evolve 53 ils battent Sami Callihan et Zack Sabre, Jr., Lors d'Evolve 54, ils battent Roppongi Vice (Baretta et Rocky Romero) et en finale lors d'Evolve 55, ils perdent contre Johnny Gargano et Drew Galloway.
Lors de Evolve 67, il perd contre Matt Riddle par soumission.

### Progress Wrestling (2013–2017)
Lors de Chapter 21, ils conservent les titres contre Adam Cole et Roderick Strong.
Lors de Chapter 32, il perd contre Marty Scurll et ne remporte pas le Progress World Championship.

### Pro Wrestling Guerrilla (2015-2016)
Le 29 août 2015, il retourne à la PWG en tant que participant au Battle of Los Angeles 2015, où il bat Drew Gulak dans son match de premier tour. Il a été éliminé du tournoi dans son match de second tour où il perd contre Mike Bailey.
Le 2 septembre 2016, il retourne à la PWG en tant que participant au Battle of Los Angeles 2016, où il perd face à Zack Sabre, Jr. dans son match de premier tour. Le lendemain, lui et Chris Hero perdent contre Fénix et Pentagón Jr..
En décembre 2015, il perd contre Pete Dunne.

### World Wrestling Entertainment (2016-2021)

#### Débuts àNXTet champion de laNXT(2016-2019)
Le 25 octobre 2016, il signe officiellement avec la World Wrestling Entertainment, tout comme 8 autres nouvelles Superstars de la compagnie.
Le 15 janvier 2017, il fait une apparition lors du tournoi pour le titre UK de la WWE, mais perd face à Neville.
Le 1er avril à NXT TakeOver: Orlando, il fait ses débuts sous le nom d'Aleister Black, dispute son premier match et bat Andrade "Cien" Almas. Le 12 avril à NXT, il dispute son premier match, dans le show jaune, et bat Corey Hollis en moins de deux minutes.
Le 19 août à NXT TakeOver: Brooklyn III, il bat Hideo Itami.
Le 18 novembre à NXT TakeOver: WarGames, il bat The Velveteen Dream.
Le 27 janvier 2018 à NXT TakeOver: Philadelphia, il bat Adam Cole dans un Extreme Rules Match.
Le 7 avril à NXT TakeOver: New Orleans, il devient le nouveau champion de la NXT en battant Andrade "Cien" Almas, remportant le titre pour la première fois de sa carrière, ainsi que son premier titre personnel. Le 16 juin à NXT TakeOver: Chicago II, il conserve son titre en battant Lars Sullivan.
Le 18 juillet à NXT, il perd face à Tommaso Ciampa, ne conservant pas son titre et mettant fin à un règne de 102 jours. Le 6 août, il souffre d'une blessure aux testicules, et doit s'absenter pendant 2 mois.
Le 17 octobre à NXT, il fait son retour de blessure, après deux mois d'absence, en interrompant le match entre Bianca Belair et Nikki Cross, où la seconde lui révèle l'identité de son agresseur à l'oreille. Le 18 novembre à NXT TakeOver: WarGames II, il bat Johnny Gargano.
Le 26 janvier 2019 à NXT TakeOver: Phoenix, il ne remporte pas le titre de la NXT, battu par Tommaso Ciampa. Le lendemain au Royal Rumble, il entre dans le Royal Rumble masculin en 21e position, élimine Dean Ambrose, avant d'être lui-même éliminé par Baron Corbin.

#### Débuts àRaw, alliance avec Ricochet et Dusty Rhodes Tag Team Classic (2019)
Le 18 février à Raw, il fait ses débuts dans le roster principal, dispute son premier match et bat Elias. Le lendemain à NXT, il bat Roderick Strong. Après le match, il se fait attaquer par ReDRagon, avant d'être sauvé par Ricochet, avec qui il forme officiellement une alliance. Le 25 février à Raw, les deux catcheurs disputent leur premier match ensemble et battent les Revival. Le 10 mars à Fastlane, ils ne remportent pas les titres par équipes de Raw, battus par leurs mêmes adversaires dans un Triple Threat Tag Team match qui inclut également Bobby Roode et Chad Gable. Le 27 mars à NXT, ils remportent le tournoi Dusty Rhodes Tag Team Classic en battant les Forgotten of Sons en finale.
Le 5 avril à NXT TakeOver: New York, ils ne remportent pas les titres par équipe de la NXT, battus par les War Raiders. Deux soirs plus tard à WrestleMania 35, ils ne remportent pas les titres par équipe de SmackDown, battus par les Usos dans un Fatal 4-Way Tag Team match, qui inclut également The Bar, Rusev et Shinsuke Nakamura. Le 23 avril à SmackDown Live, lors du Superstar Shake-Up, le duo se sépare, car son partenaire reste officiellement à Raw, tandis qu'il est officiellement transféré seul au show bleu.

#### Retour en solo, Draft àRaw, retour àSmackDownet renvoi (2019-2021)
Le 14 juillet à Extreme Rules, il bat Cesaro.
Le 14 octobre à Raw, lors du Draft, il est annoncé être transféré au show rouge par Stephanie McMahon. Durant la même soirée, il bat Eric Young. Le 15 décembre à TLC, il bat Buddy Murphy.
Le 26 janvier 2020 au Royal Rumble, il entre dans le Royal Rumble masculin en 28e position, mais se fait éliminer par Seth Rollins. Le 8 mars à Elimination Chamber, il bat AJ Styles (accompagné de Luke Gallows et Karl Anderson) dans un No Disqualification Match, grâce à l'intervention de l'Undertaker en sa faveur.
Le 5 avril à WrestleMania 36, il bat Bobby Lashley (accompagné de Lana). Le 10 mai à Money in the Bank, il ne remporte pas la mallette, gagnée par Otis.
Le 24 août à Raw, il fait son retour, après 3 mois d'absence, et un Heel Turn, en attaquant Kevin Owens avec un Black Mass lors de l'émission K.O show de ce dernier.
Le 12 octobre à Raw, il perd face au Canadien dans un No Disqualification Match. Dans la même soirée, lors du Draft, il est annoncé être transféré au show bleu par Stephanie McMahon.
Le 21 mai 2021 à SmackDown, il fait son retour, après 7 mois d'absence, en intervenant pendant le Fatal 4-Way Match opposant Apollo Crews, Big E, Kevin Owens et Sami Zayn pour le titre Intercontinental de la WWE. Il porte un Black Mass au second, permettant au premier de conserver son titre. Le 2 juin, la WWE annonce son renvoi, ainsi que celui de Braun Strowman, de Murphy, de Lana, de Ruby Riott et de Santana Garrett.

### All Elite Wrestling (2021-2025)

#### Débuts, House of Black, champion du monde Trios de la AEW et départ (2021-2025)
Le 7 juillet à Dynamite, il fait ses débuts à la All Elite Wrestling, sous le nom de Malakai Black, où il attaque Arn Anderson et Cody Rhodes avec un Black Mass. Le 4 août à Dynamite: Homecoming, il dispute son premier match et bat le second.
Le 13 novembre à Full Gear, Andrade El Idolo et lui perdent face à PAC et Cody Rhodes.
Le 12 janvier 2022 à Dynamite, il attaque Penta El Zero Miedo après sa victoire sur Matt Hardy, le premier recevant le renfort des Varsity Blonds (Brian Pillman, Jr. et Griff Garrison), jusqu'aux débuts de Brody King avec qui il forme une alliance. La semaine suivante à Dynamite, les deux hommes disputent leur premier match ensemble en battant les Varsity Blonds. Le 23 février à Dynamite, ils perdent face à PAC et Penta El Zero M. Après le combat, Buddy Matthews fait ses débuts en attaquant leurs adversaires et rejoint la House of Black. Le 6 mars lors du pré-show à Revolution, ses deux compères et lui battent Erick Redbeard, PAC et Penta Oscuro dans un 6-Man Tag Team match.
Le 29 mai à Double or Nothing, ils battent The Death Triangle dans un 6-Man Tag Team match. Pendant le combat, Julia Hart effectue un Heel Turn en aspergeant du Black Mist au visage du britannique et rejoint officiellement le clan. Le 26 juin à AEW × NJPW: Forbidden Door, il ne remporte pas le titre All-Atlantic de la AEW, battu par PAC dans un Fatal 4-Way Match, qui inclut également Miro et Clark Connors.
Le 4 septembre à All Out, ses deux partenaires et lui perdent face à Darby Allin, Sting et Miro dans un 6-Man Tag Team match. Le lendemain du PLE, il s'accorde une pause pour faire le point sur sa situation, et s'absente pendant une durée indéterminée.
Le 23 novembre à Dynamite: Thanksgiving Eve, il fait son retour après 2 mois d'absence aux côtés de ses deux compères et ensemble, les trois hommes attaquent les Best Friends et la Factory.
Le 5 mars 2023 à Revolution, ils deviennent les nouveaux champions du monde Trios de la AEW en battant l'Elite (Kenny Omega et les Young Bucks) dans un Trios Tag Team match et remportent les titres pour la première fois de leurs carrières.
Le 28 mai à Double or Nothing, ils conservent leurs titres en battant The Acclaimed (Anthony Bowens et Max Caster) et Billy Gunn dans un Open House Trios match.
Le 27 août à All In, ils ne conservent pas leurs ceintures, battus par leurs mêmes adversaires dans un No Holds Barred match, ce qui met fin à un règne de 175 jours.
Le 18 novembre à Full Gear, Brody King et lui ne remportent pas les titres mondiaux par équipes, battus par Ricky Starks et Big Bill dans un Fatal 4-Way Tag Team Ladder match qui inclut également FTR (Cash Wheeler et Dax Harwood) et La Facción Ingobernable (Rush et Dralistico).
Le 21 avril 2024 à Dynasty, les trois catcheurs battent Adam Copeland, Eddie Kingston et Mark Briscoe dans un Trios Tag Team match. Le 26 mai à Double or Nothing, il ne remporte pas le titre TNT, battu par The Rated-R Superstar dans un Barbed Wire Steel Cage match. Le 15 juin à Collision, le trio masculin du clan effectue un Face Turn, bat le Bang Bang Gang (Juice Robinson et les Gunns) et devient aspirant no 1 aux titres mondiaux Trios unifiés. Après le combat, Christian Cage montre à l'Américain et lui que leur partenaire Australien est K.O dans les coulisses. Quinze soirs plus tard lors du pré-show à Forbidden Door, Brody King et lui battent Tomohiro Ishii et Kyle O'Reilly, Gabe Kidd et Roderick Strong et Private Party (Brother Zay et Marq Quen) dans un 4-Way Tag Team match.
Le 25 août à All In, ses deux compères et lui ne remportent pas les titres mondiaux Trios, battus par Blackpool Combat Club (Claudio Castagnoli et Wheeler Yuta) et PAC dans un 4-Way London Ladder match qui inclut également The Patriarchy (Christian Cage, Killswitch et "The Prodigy" Nick Wayne) et le Bang Bang Gang.
Le 23 novembre à Full Gear, Brody King et lui ne remportent pas les ceintures mondiales par équipes, battus par Private Party (Zay et Quen) dans un 4-Way Tag Team match qui inclut également The Outrunners (Truth Magnum et Turbo Floyd) et The Acclaimed (Anthony Bowens et Max Caster).
Le 10 février 2025, il quitte officiellement la compagnie à la suite de l'expiration de son contrat.

### Retour à la World Wrestling Entertainment (2025-...)

#### SmackDown(2025-...)
Le 25 avril à SmackDown, il fait son retour à la World Wrestling Entertainment après 4 ans d'absence, sous le nom d'Aleister Black, et attaque The Miz avec un Black Mass.
Le 11 juillet à SmackDown, il perd face à R-Truth. Plus tard dans les coulisses, il effectue un Heel Turn et attaque Damian Priest.

## Palmarès
- Adriatic Special Combat Academy
  - Super 8 Cup II (2013)

- All Elite Wrestling

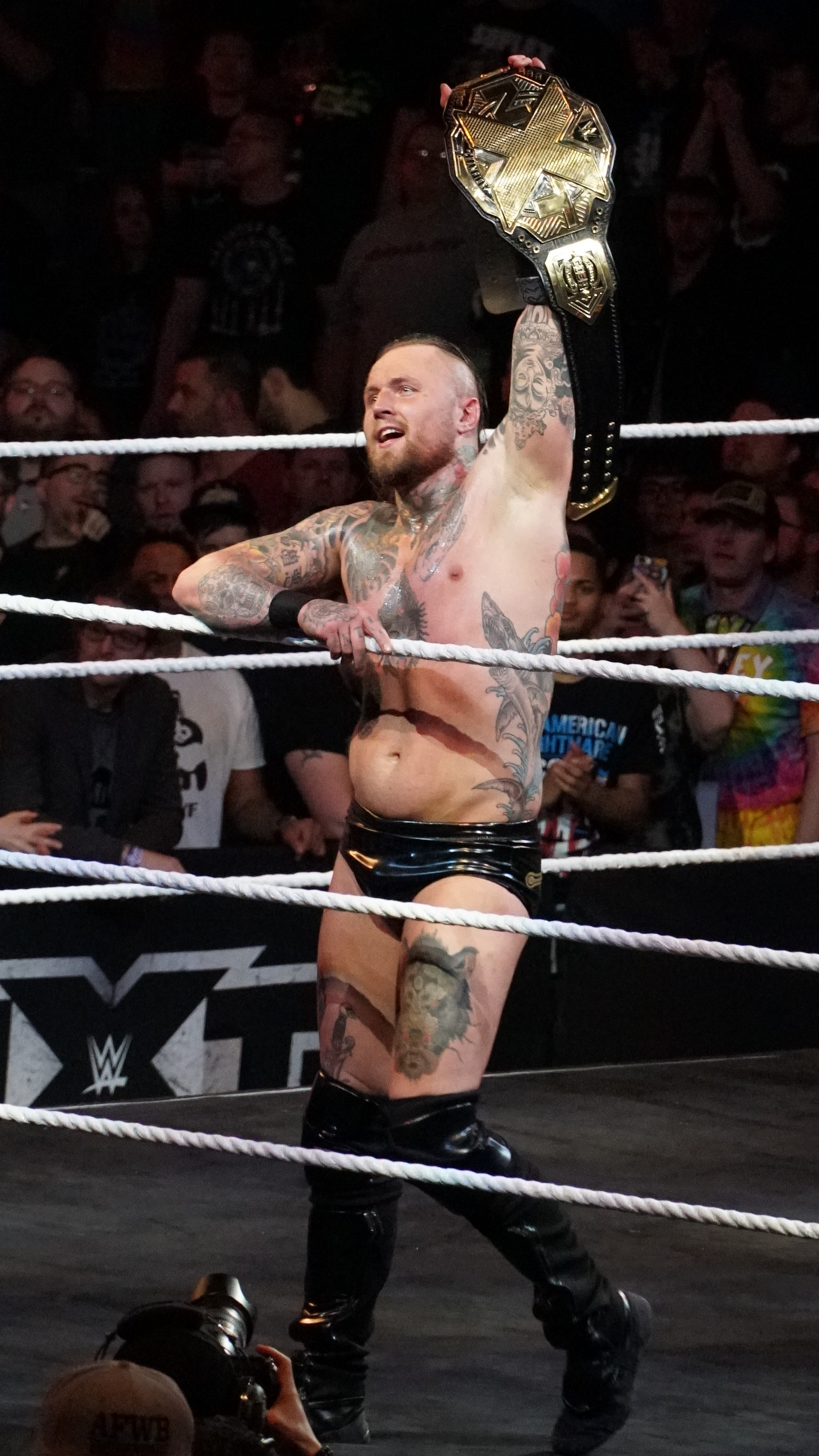
Black après avoir remporté le NXT Championship à NXT Takeover: New Orleans

  - 1 fois champion du monde Trios de la AEW - avec Brody King et Buddy Matthews

- Catch Wrestling Norddeutschland
  - 1 fois CWN Mittelgewichtsmeisterschaft Championship
  - Fiend Wrestling Germany
  - 1 fois FWG Lightweight Championship
  - FWG Lightweight Title Tournament (2009)

- Fight Club: PRO
  - 1 fois FCP Championship

- Freestyle Championship Wrestling
  - 1 fois FCW Deutschland Lightweight Championship

- Insane Championship Wrestling
  - 1 fois ICW Tag Team Championship avec Michael Dante
  - ICW "Match of the Year" Bammy Award (2015) – pour Legion (Mikey Whiplash, Tommy End & Michael Dante) vs New Age Kliq (BT Gunn, Chris Renfrew & Wolfgang) à Fear & Loathing VIII

- International Catch Wrestling Alliance
  - 1 fois ICWA Heavyweight Championship
  - 1 fois ICWA World Junior Heavyweight Championship
  - 1 fois ICWA European Tag Team Championship/NWA European Tag Team Championship avec Michael Dante

- Pro Wrestling Guerrilla
  - 1 fois PWG World Tag Team Champions avec Brody King (actuel)

- Pro Wrestling Holland
  - 1 fois PWH Tag Team Championship avec Michael Dante

- Pro Wrestling Illustrated
  - PWI l'a classé #102 du top 500 des superstars dans le PWI 500 en 2017

- Pro Wrestling Showdown
  - 1 fois PWS Heavyweight Championship

- Progress Wrestling
  - 1 fois Progress Tag Team Championship avec Michael Dante
  - Super Strong Style 16 (2016)

- Southside Wrestling Entertainment
  - 1 fois SWE Tag Team Championship avec Michael Dante

- Westside Xtreme Wrestling
  - 1 fois wXw Unified World Wrestling Championship
  - 2 fois wXw World Lightweight Championship
  - 2 fois wXw World Tag Team Championship avec Michael Dante
  - 16 Carat Gold Tournament (2013, 2015)
  - Chase The Mahamla (2011)
  - World Lightweight Tournament (2006)

- World Wrestling Entertainment
  - 1 fois Champion de la NXT
  - Dusty Rhodes Tag Team Classic (2019) avec Ricochet
  - NXT Year-End Award (3 fois)
    - Compétiteur masculin de l'année (2017)
    - Breakout Star of the Year (2017)
    - Rivalité de l'année (2017) – vs The Velveteen Dream

## Vie privée
Il est actuellement en couple et marié avec la catcheuse de la WWE, Zelina Vega.

## Récompenses des magazines
- Pro Wrestling Illustrated

| Année | 2007 | 2008 à 2014 | 2015 | 2016 | 2017 | 2018 | 2019 | 2020 | 2021       | 2022 |
| ----- | ---- | ----------- | ---- | ---- | ---- | ---- | ---- | ---- | ---------- | ---- |
| Rang  | 434  | Non classé  | 163  | 174  | 102  | 41   | 34   | 23   | Non classé | 73   |